# Доменико Кришито
Доменико Кришито (на италиански: Domenico Criscito) е италиански футболист. Започва кариерата си като централен защитник, но играе предимно като ляв бек.

## Клубна кариера
Роден е на 30 декември 1986 г. в Черкола. Кришито започва да тренира футбол далеч от дома в Генуа в Северна Италия. Още като играч на юношеския той дебютира за мъжкия отбор в Серия Б през 2003 г. През 2004 г. „Ювентус“ откупува 50% от правата на футболиста за 950 000 евро (500 000 евро и 50% от правата на Антонио Ночерино). Първоначално Кришито играе в Примаверата на „Ювентус“ (юношеския тобор) заедно с колегите си от младежкия национален отбор Клаудио Маркизио, Паоло Де Челие и Себастиан Джовинко и през 2006 г. печелят Кампеонато Примавера. През следващия сезон той е върнат под наем в „Дженоа“, където успява да се наложи в мъжкия отбор и се превръща в един от най-добрите млади италиански защитници. През януари 2007 г. „Ювентус“ откупува и останалите 50% от правата му за 7,5 милиона евро (5,25 милиона и 50% от правата на Андреа Масиело и Абдулай Конко). Кришито дебютира за „Ювентус“ в Серия А на 25 август същата година, но заради слабото си представяне в мача срещу „Рома“ и превъзходната форма на Никола Легроталие и Джорджо Киелини не успява да се пребори за титулярното място. През лятото на 2008 г. Кришито отново отива под наем в „Дженоа“, който вече е в Серия А. През 2009 г. е обявено, че Кришито остава там, като този път родният му отбор откупува 50% от правата му за 5,5 милиона евро. На 25 юни 2010 г. „Ювентус“ обябява, че са продадени и другите 50% от правата за 6 милиона евро.
От юни 2011 играе за „Зенит“, след като отхвърля предложения от „Наполи“ и „Интер“. Картотекиран е на 1 август, като получава номер 4.

## Национален отбор
През 2007 и 2009 г. Кришито участва на Европейското първенство за младежи, а през 2008 г. – на Олимпийските игри в Пекин. На 12 август 2009 г. той дебютира за мъжкия отбор на Италия. На Световното първенство през 2010 г. Кришито започва титуляр във всичките три мача на Италия.